# Paraembolides boycei
Paraembolides boycei là một loài nhện trong họ Hexathelidae. Loài này phân bố ở Queensland.